# Gösta Borg
Sam Gösta Borg, född den 14 augusti 1915 i Norrtälje, död 28 november 2000 i Högalids församling i Stockholm, var en svensk frivillig i Waffen-SS där han uppnådde tjänstegraden SS-Untersturmführer. Borg tjänstgjorde som krigskorrespondent i SS-Standarte Kurt Eggers.

## Tidig karriär
Gösta Borg var under större delen av 1930-talet aktiv i olika svenska nationalsocialistiska organisationer. I november 1935 blev han stamanställd vid Svea livgarde, I 1, i Stockholm och fick utmärkta betyg under sin korprals- och furirsutbildning. Han hade tankar på att utbilda sig vidare till officer, men på grund av missnöje lämnade han det militära och blev sommaren 1939 anställd vid tullverket. När det finska vinterkriget bröt ut anmälde sig Borg som frivillig och tjänstgjorde som trupputbildare i Svenska frivilligkåren. Senare deltog han i striderna vid Märkäjärvi och gjorde sig där förtjänt av en finsk tapperhetsmedalj. Borg kom tillbaka till Svea livgarde och var med i beredskapstjänstgöringen i Norrbotten.

## Waffen-SS
När Nazityskland inledde Operation Barbarossa i juni 1941 korsade Borg illegalt gränsen till Norge och anmälde sig som frivillig till Waffen-SS. Efter en kortare utbildning placerades han i Waffen-SS divisionen Wiking där han deltog i striderna i västra Ukraina. På hösten samma år begärde han utträde och återvände till Sverige där han året efter utbildade sig på Karlbergs officersaspirantskola. Han gick ut utbildningen med högsta betyg och en delad förstaplats bland aspiranterna vilket normalt sett gav en plats på officersutbildningen. Pressen fick kunskap om hans nationalsocialistiska engagemang och ansåg att en nationalsocialist inte skulle få lov att utbildas till officer. Armén presenterade en skriftlig försäkran där Borg med sin namnteckning skulle lova att avstå från politisk verksamhet, eller avstå från officersutbildningen. Borg vägrade att skriva under och tog i juli 1943 avsked från armén. I september korsade han återigen gränsen till Norge för att än en gång anmäla sig till Waffen-SS.

## Krigskorrespondent
Borg skickades till SS-Junkerschule i Bad Tölz och genomgick en förkortad officersutbildning för personer som i sina hemländer redan gjort en officersutbildning (3.Germanisches Kriegsjunker Lehrgang). Under utbildningens gång kom rapporter från instruktörerna på Tölz och från en pansargrenadjärskola där de ifrågasatte Borgs lämplighet som frontofficer. Däremot hade han andra kvaliteter som exempelvis sitt skarpa intellekt och vassa penna som gjorde honom lämplig för en tjänst som krigskorrespondent. Han tjänstgjorde från våren 1944 till krigsslutet i SS-Standarte Kurt Eggers och gjorde reportage från olika frontavsnitt. Under krigets sista månader befann sig Borg i Norge där han arbetade med Radio Königsbergs sista sändningar med hjälp av en transportabel radiostation. Hans röst var välkänd för lyssnarna då många av hans frontreportage tidigare sänts i Königsbergsradion. Bland annat hade han gjort intervjuer med kända generaler som Walter Model, Sepp Dietrich och Ferdinand Schörner. Den tyska radion, Reichsrundfunk, hade flera gånger försökt anställa Borg, men deras önskemål avslogs varje gång av Waffen-SS som ansåg att Borg gjorde bättre nytta som frontreporter. 
Den 6 maj 1945 sökte han upp sin överordnande och begärde avsked från Waffen-SS vilket omedelbart beviljades.

## Efter kriget
Sex år efter kriget gav han ut boken Det röda massanfallet (1951), som handlar om hans fronterfarenheter och den sovjetiska taktiken på slagfältet och hur man kan bemöta den. Boken uppmärksammades och lästes flitigt i militära kretsar, men den blev aldrig någon officiell kurslitteratur vid militärskolorna. Borg gjorde även ett antal föreläsningar om bokens innehåll för olika militärförband och länsstyrelser. År 2009 trycktes en nyutgåva av hans bok, med samma omslag som 1951, men med titeln Ryssen kommer: en svensk SS-officer om röda arméns stridsmetoder och med ett nyskrivet kapitel av journalisten Bosse Schön.
Gösta Borg gravsattes i Högalids kolumbarium i Stockholm den 28 december 2000.

## Kommenderingar
- Tjänstgöring i 4./Jägarkompaniet (Finska vinterkriget)
- Tjänstgöring i I. bataljonen i regementet Westland i SS-division Wiking (14 augusti 1941 – oktober 1941)
- Officersutbildning vid Karlberg (Sverige) (oktober 1942 – april 1943)
- Officersutbildning med 3.Germanisches Kriegsjunker Lehrgang vid SS-Junkerschule i Bad Tölz (oktober 1943 – april 1944)
- Krigskorrespondent (Kreigsberichter) i SS-Standarte Kurt Eggers (våren 1944 – 6 maj 1945)

## Befordringar
- SS-Untersturmführer – sommaren 1944

## Utmärkelser
- Finsk tapperhetsmedalj – Finska vinterkriget